# Pompano Beach
Pompano Beach är en stad i Broward County i delstaten Florida, USA. Den ligger på Floridas östkust och gränsar i söder till Fort Lauderdale. Det är en turistort med fina bad. Utmed stranden löper en promenad med gratis motionsredskap. En lång pir går ut i havet där många sportfiskare håller till. 
I staden ligger kasinokomplexet Isle Casino Racing Pompano Park.